# Академия на МВР
Академията на Министерството на вътрешните работи е висше училище в България за подготовка на държавни служители за нуждите на Министерството на вътрешните работи.

## История

### Началото
В рамките на създаденото на 5 юли 1879 г. Министерство на вътрешните работи започва да действа полицейско-административно отделение. Неговите кадри, поставили началото на полицейската организация в страната, нямат специално образование и подготовка. Професионални умения и знания българските полицаи получават в хода на извършваната от тях служба, по това време все още не съществуват школи или курсове за обучение. Подготовката на полицейските стражари е поверена на административните и полицейските началници, но тя не е систематична.
През декември 1889 г. се приема първият Закон за полицията в България. Според него за полицай може да бъде назначено само лице, завършило с успех курс за подготовка. В изпълнение на закона с министерска заповед от 26 август 1925 г. е назначен първият началник на училището – Светослав Паскалев. На 21 декември 1925 г. се открива първият 70-дневен курс за подготовка на 34 старши стражари, последван в началото на 1926 г. от курс за подготовка на 60 младши стражари. На 12 септември 1927 г. се провежда първият курс за подготовка на полицейски пристави и стражари по регулиране на движението. На 26 януари 1928 г. се открива първият едномесечен курс за подготовка на групови началници и агенти. През 1931 г. в Горна Джумая (Благоевград) се провежда първият курс по дактилоскопия. През 1933 г. се открива първият курс за обучение на полицейски дознатели.
След 1937 г. въз основа на приетата Наредба-закон за държавната полиция и на натрупания практически опит се разгръща широка полицейска образователна система, изразена в прерастване на школата в Държавно полицейско училище, разработване на учебно-възпитателни програми, увеличаване броя на обучаваните, общите и специалните курсове за подготовка, въвеждане на нови университетски и полицейски дисциплини.
Настъпилите след март 1941 г. промени в политическата обстановка в страната и в света се отразяват и върху стратегията на полицейската подготовка. Откриват се клонове на Държавното полицейско училище в Пирот, Скопие и Серес. От образователните програми отпада идеята за висше полицейско образование с превес на правната подготовка и се увеличават дисциплините, даващи тактически знания. Съкращават се времетраенето, обемът и броят на дисциплините в полицейските курсове, спада равнището на преподаване, влошава се дисциплината на обучаваните. При такива условия на 8 септември 1944 г. Държавното полицейско училище се саморазпуска.

### След 9 септември 1944 г.
След вземането на властта на 9 септември 1944 г. в новосъздадената Дирекция на народната милиция и в Отдел „Държавна сигурност“ започва назначаването на бивши партизани, политзатворници, членове на РМС и БРП (к). Ръководството на МВР и ДНМ бързо стига до извода, че новоназначените служители нямат никакъв теоретичен и оперативен опит. Чувства се остра нужда от квалифицирани специалисти – оперативни работници, следователи и др.

### 1946 – 1947. Обучение и курсове
Началото на професионалната подготовка на служителите от Държавна сигурност е поставено през 1946 г. с изпращането на 20 специалисти от средния ръководен кадър на 6-месечно обучение в СССР. Такива групи са изпратени на обучение и през 1947 и 1948 г. В началото на 1947 г. е открит 50-дневен курс за служителите от средния ръководен кадър по ДС. В началото курсовете се провеждат в сградата на милиционерското училище на бул. „Дондуков“ а по-късно – в постройка на двореца „Врана“. Провеждат се краткотрайни курсове за разузнавачи в София, Пловдив, Варна, Враца и Габрово. Целта на тези курсове е да дадат минимални теоретични и практически познания на средния ръководен кадър и на разузнавача. Поради липсата на подготвени лектори за такива се използват служителите, завършили първите курсове в СССР.

### 1948 – 1950. Централна школа на МВР
С писмо на МС № I-144 от 13.XI.1948 г. на школата на Дирекция „ДС“ (ДДС) се предоставят сградите на бившия Американски колеж в Симеоново. През март 1949 г. въз основа на 3-те милиционерски училища в София, Плевен и Пловдив и школата на ДДС е създадена Централната школа на МВР. С указ на Президиума на Народното събрание № 754/7.IX.1949 г. на Централната школа на МВР е дадено името на Георги Димитров. До края на 1950 г. школата има 2 отделения: по ДС и по народната милиция (НМ). В организираните курсове по ДС се изучават специални дисциплини, правни дисциплини, история на КПСС и на БКП, политикономия, военна подготовка и руски език.
В края на 1950-те години по предложение и под непосредственото ръководство на съветския полк. Ярмак работата на школата е преустроена. Създава се учебен отдел, началникът на който е и заместник-началник на школата. Към него се изграждат катедри по съответните дисциплини, като е въведена и правна катедра. А за обогатяване на общата култура на слушателите е въведено изучаването на чужди езици и литература. Създаден е и учебен съвет, който има за задача да обсъжда методите на обучение, лекциите и да прави разбор на вече изнесените лекции.

### 1952 – 1953. ВШ „Г. Димитров“
С решение на Политбюро на ЦК на БКП №95 от 3.VI.1952 г. Централната школа на МВР е реорганизирана във Висша школа „Г. Димитров“ при МВР. Тя започва работа на 13 октомври 1952 г. Докато Централната школа има за задача с краткосрочни курсове да организира преподготовката на оперативните работници от ДС, Висшата школа има за задача чрез едногодишни и двугодишни курсове да повишава служебната квалификация на служителите от ДС като осигурява задълбочено и творческо изучаване на средствата, принципите и методите на агентурно-оперативната работа. През следващата 1953 г. Колегиумът приема, че е целесъобразно курсовете по НМ да се отделят от Висшата школа, като се създаде самостоятелна Школа за народната милиция, която официално е открита на 10 май 1953 г. с началото на 3-месечен курс за подготовка на оперативни работници от НМ.

### 1953 – 1957. Развитие
През периода 1953 – 1956 г. активно се работи за утвърждаване на действащите школи и курсове при МВР и за извоюването им на статут на висше училище: със свое разпореждане Министерският съвет утвърждава правното положение на учебните заведения на МВР, установяват се длъжностите началник на катедра, преподавател и асистент, изготвя се предложение ВШ да бъде реорганизирана във висш институт, получава се съгласието на Юридическия факултет при Софийския университет да се даде възможност на кадрите на МВР да получават висше юридическо образование. С постановление на МС № 176 от 1957 г. към школата се създава 2-годишен юридически курс. На 2 септември започва редовни учебни занятия първият такъв курс с 52-ма слушатели от ДС и 36 от НМ. Успешно завършилите получават право да продължат задочно образованието си в Юридическия факултет на СУ.

### 1965 – 1969. Отделно Школа на МВР
Разделянето на МВР през 1965 г. на Министерство на вътрешните работи и Комитет за държавна сигурност води до обособяването на 2 самостоятелни школи – Школа „Г. Димитров“ (КДС) и Школа на МВР (с филиали „Милиционерски курсове“ и „Пожарна охрана“). На 21 август 1969 г. с Указ № 796 Президиумът на НС създава Висшата специална школа „Георги Димитров“ на МВР. Налага се модел на висше специално професионално образование с 4-годишен срок на обучение и система от курсове за подготовка и преподготовка на офицери. Откриват се 3 факултета: „Държавна сигурност“, „Народна милиция“ и „Пожарна охрана“. ВСШ „Г. Димитров“ получава статут на висше специално учебно заведение с перспектива да заеме място в националната учебна система с право на придобиване на гражданска специалност.

### 1987 – 1991. ВИ „Г. Димитров“
През юли 1987 г. с Указ № 2415 на Държавния съвет на НРБ се променя статутът на ВСШ, която се преименува във Висш институт „Г. Димитров“ със срок на обучение 5 г. На завършилите се издава диплом за придобито специално образование и гражданска специалност.

### 1991 – 2002. ВИПОНД-МВР
През 1991 г., на основание на Закона за МВР, ВИ „Георги Димитров“ е преобразуван във Висш институт за подготовка на офицери и научноизследователска дейност (ВИПОНД). От 2001 г. той притежава институционална акредитация за срок от 5 години. Обучението в института е организирано в съответствие със Закона за висшето образование, държавните изисквания за степените „бакалавър“, „магистър“, „доктор“ и със съвременните потребности на академичната практика.

### От 2002. АМВР
На 14 юни 2002 г. с решение на Народното събрание ВИПОНД се преобразува в университет с наименование Академия на МВР, който е юридическо лице със свое знаме, печат и празник (1 октомври).

### Началници / Ректори
- Ген.-майор Янко Христов
- Ген.-майор Димитър Капитанов – началник школа от 1953 до 1956 г.
- Ген.-майор Димитър Димитров 1959 – ?
- Ген.-майор Никола Рачев – началник школа от 18 февруари до 15 октомври 1962 г.
- Полковник Борис Манов – началник школа от 15 ноември 1962 до 17 март 1967
- Ген.-майор Любен Анев – началник школа от юни 1967 до 25 ноември 1980 г.
- Ген.-майор доц. Петко Кипров – началник школа от 25 ноември 1980 до 07.1987 г.[13]
- Ген.-майор доц. Петко Кипров – ректор от 07.1987 до г.14 март 1990 г.[14]
- Полк. проф. Петър Топалов – ректор от 1990 до 1991 г.
- Полк. доц. Георги Георгиев – ректор от 1 септември 1991 до 20 май 1992 г.
- Полк. проф. Наум Бояджиев – ректор от 20 май 1992 до 1993 г.
- Подп. д-р Валентин Недев – ректор от 1993 до 1995 г.
- Полк. проф. дюн Йонко Кунчев – ректор от 1995 до 1997 г.
- Ген.-майор д-р Калчо Таушанов – ректор от 1997 до 2004 г.
- Ген.-майор проф. д-р Румен Марков – ректор от 2004 до 2009 г.
- Проф. д-р Йордан Пенев – ректор от 2009 до 2013 г.
- Доц. д-р Иво Великов – ректор от 2013 до 2014 г.
- Доц. д-р Бойка Чернева – ректор от декември 2014 до март 2016
- старши комисар доц. д-р Неделчо Стойчев – ректор от март 2016 г. до декември 2019 г.
- Старши комисар проф. дн Любомир Кирилов Тимчев от декември 2019 г. до 2021 г.
- Старши комисар доц. д-р Иван Петров Видолов – ректор от февруари 2021 г.-22 юли 2021 г.
- Старши комисар доц. д-р Руси Янев – временно изпълняващ длъжността от 22 юли 2021 г. до март 2022 г.
- Старши комисар доц. д-р Иван Видолов – ректор в момента[15]

## Нагръдни знаци
- Ромб за завършилите ВИ „Г. Димитров“ на МВР
- Ромб за завършилите ВСШ „Г. Димитров“ на МВР
- Вимпел за завършилите ВИПОНД на МВР